# Deception Pass Bridge
Die Deception Pass Bridge ist eine Brücke im US-Bundesstaat Washington, die Whidbey Island und Fidalgo Island verbindet. Sie ist ein beliebter Punkt für Fotografen, die die Schönheit des Puget Sounds einfangen wollen. Der Bau der Brücke war ein Projekt der Public Works Administration, das von Arbeitern des Civilian Conservation Corps durchgeführt wurde. Die Fertigstellung der Brücke ermöglichte es später der United States Navy, auf Whidbey Island die Naval Air Station Whidbey Island einzurichten und trug zum Wachstum von Oak Harbor bei.

## Geschichte
Im Frühjahr 1792 segelte Joseph Whidbey, George Vancouvers Chefnavigator, mit der HMS Discovery durch die enge Passage, die heute Deception Pass genannt wird. Er bewies dadurch, dass es sich nicht um eine kleine Bucht handelte, wie es die Spanier angenommen hatten, sondern um einen tiefen und lebhaften Kanal, der die Juan-de-Fuca-Straße mit der Saratoga Passage verbindet und das Festland von der vermeintlichen Halbinsel trennt, die sich damit als Fidalgo Island und Whidbey Island entpuppten; daher kommt auch der Name „deception“, zu deutsch „Täuschung“.
In den Anfangsjahren des 20. Jahrhunderts benutzten die Reisenden eine nicht nach einem festen Fahrplan verkehrende Fähre für die Überfahrt von Fidalgo Island nach Whidbey Island. Die Fähre wurde durch den Schlag mit einem Hammer auf ein Sägeblatt gerufen, danach hieß es warten.
Die Strömung hat gezeitenbedingt unterhalb der Brücke eine maximale Fließgeschwindigkeit von 9 Knoten im Deception Pass und 10 Knoten im Canoe Pass.
Die Brücke besteht eigentlich aus zwei Teilen. Einer führt über den nördlicher gelegenen Canoe Pass, der zweite über den Deception Pass im Süden. Der Bau begann im August 1934 und die fertiggestellte Brücke wurde am Mittag des 31. Juli 1935 freigegeben. Durch die Wallace Bridge and Structural Co. aus Seattle wurden 460 Tonnen Stahl für den 156 m langen Bogen über den Canoe Pass und 1130 Tonnen für die 297,5 m lange Spanne über den Deception Pass geliefert. Die Baukosten beliefen sich auf 482.000 Dollar.
Im Jahr 1982 wurde die Brücke in das National Register of Historic Places aufgenommen.
Neuanstriche erfolgten 1983 und 1997.

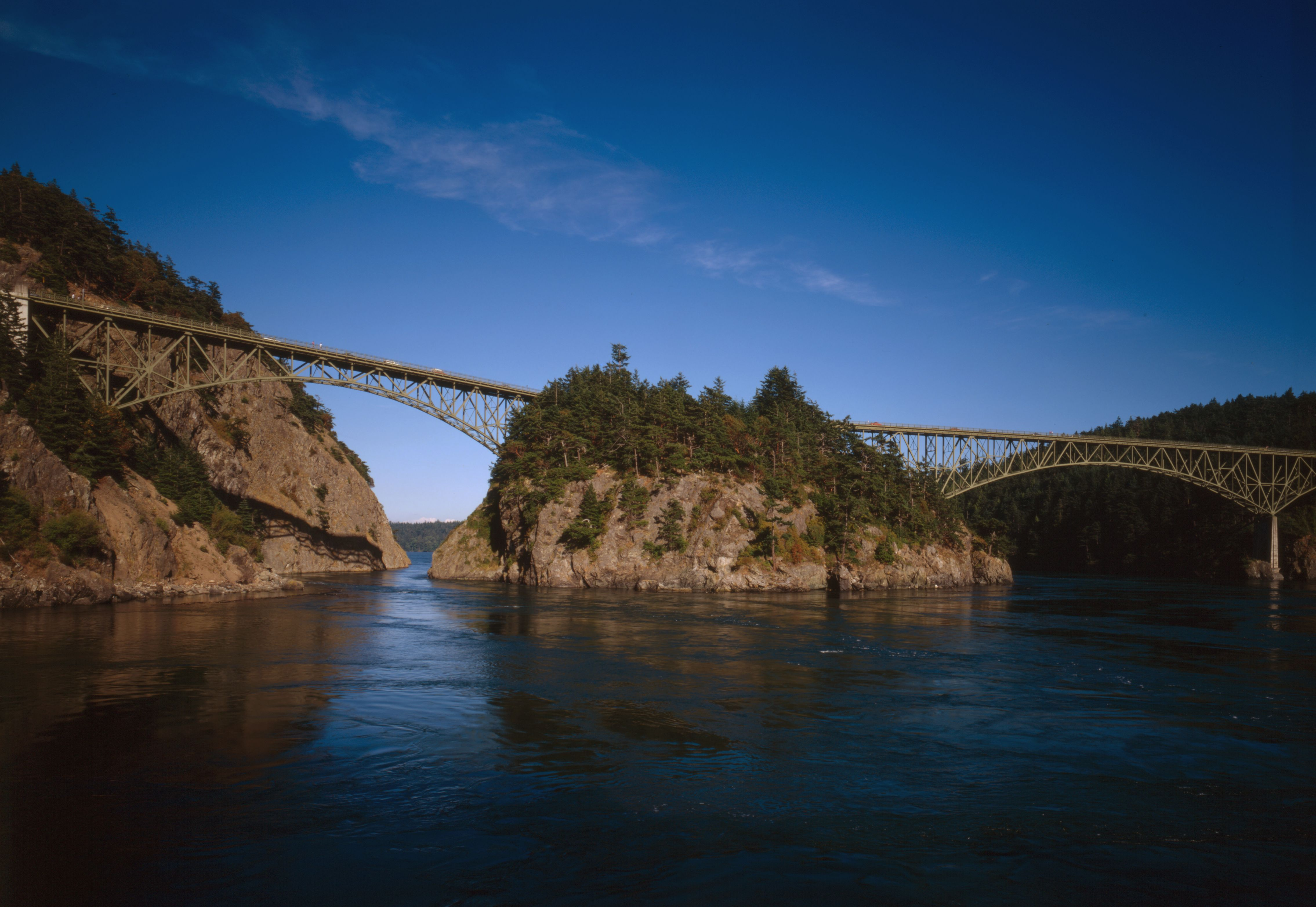
Canoe Pass und Deception Pass Bridges, Blick nach Osten
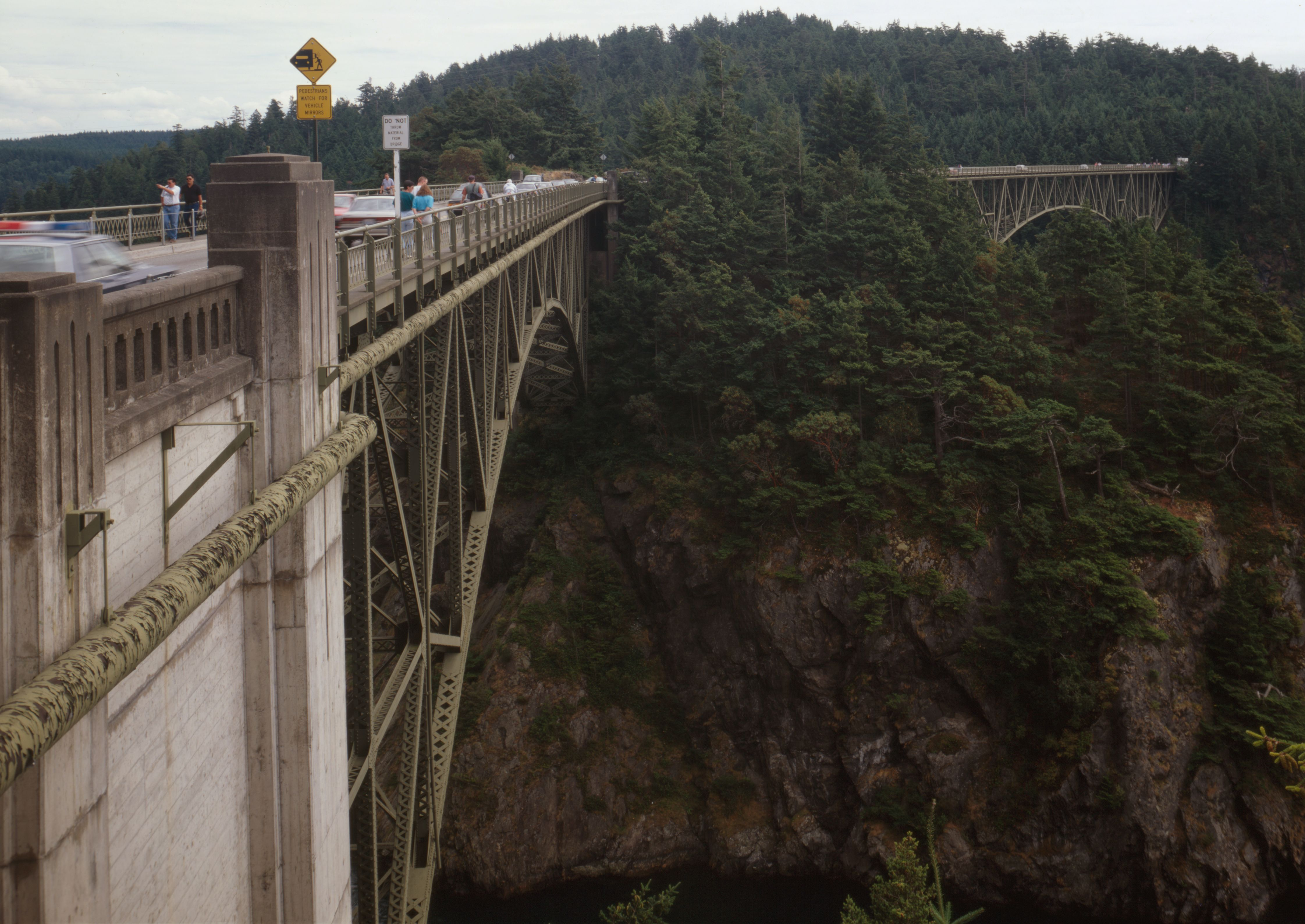
Blick nach Süden vom Skagit County aus
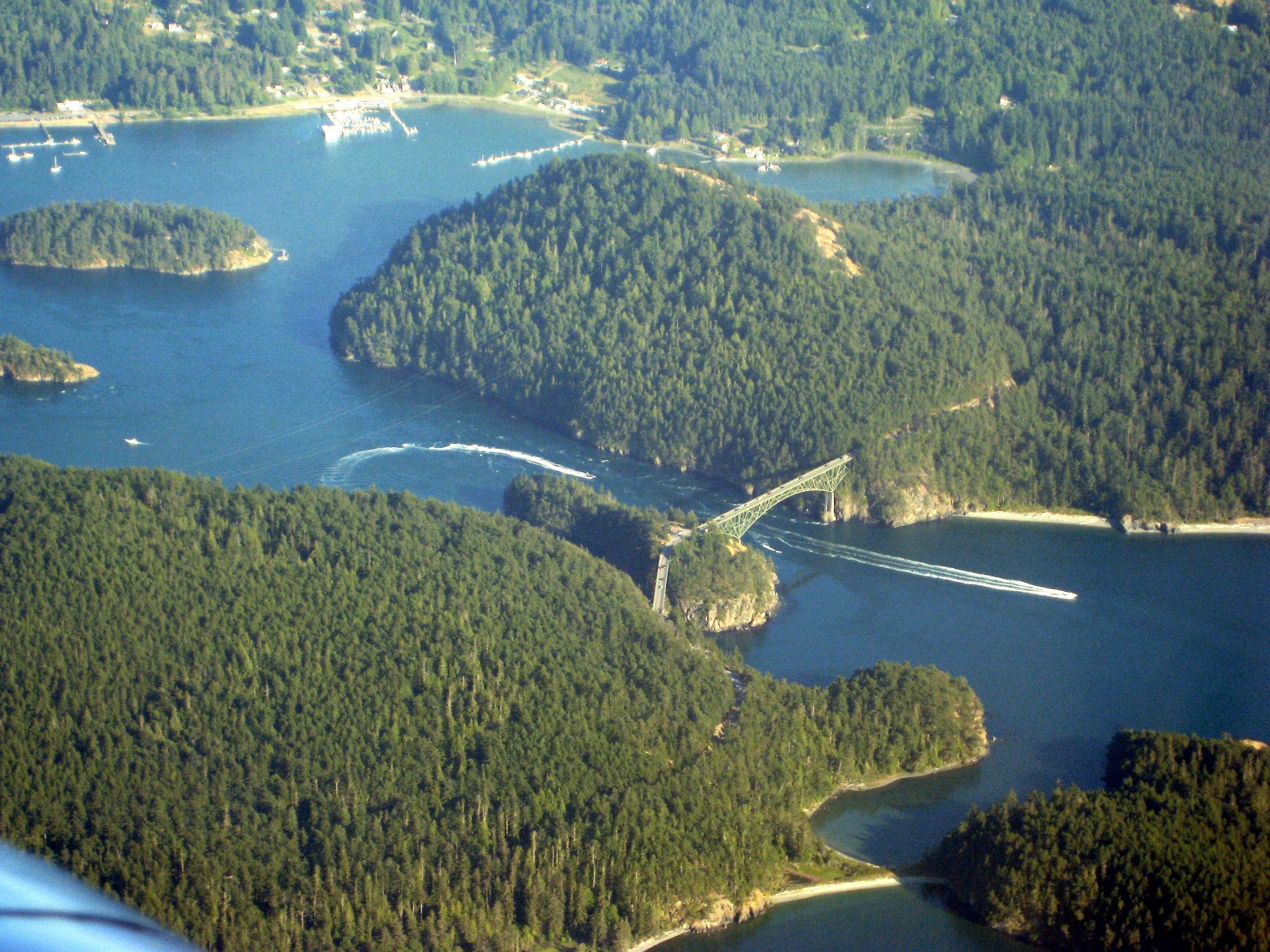
Luftaufnahme mit Blick nach Südosten